# فرانسیس فورد کوپولا
فرانسیس فورد کوپولا (انگلیسی: Francis Ford Coppola؛ زادهٔ ۷ آوریل ۱۹۳۹) فیلم‌ساز آمریکایی است. او یکی از چهره‌های برجسته جنبش سینمایی هالیوود نو در دهه‌های ۱۹۶۰ و ۱۹۷۰ محسوب می‌شود و یکی از بزرگ‌ترین کارگردانان تاریخ به حساب می‌آید. او دریافت‌کنندهٔ افتخارات گوناگونی شامل پنج جایزه اسکار، شش جایزه گلدن گلوب، دو نخل طلا و یک جایزه فیلم بفتا بوده است.
در پی کارگردانی مردمان باران در سال ۱۹۶۹، کوپولا پاتن (۱۹۷۰) را مشترکاً به‌همراه ادموند اچ. نورث نوشت که برای آن جایزه اسکار بهترین فیلم‌نامه غیراقتباسی را برنده شد. آوازهٔ کوپولا به‌عنوان فیلم‌ساز با اکران پدرخوانده (۱۹۷۲) تثبیت شد؛ این فیلم ژانر گانگستری در فیلم‌سازی را متحول ساخت و با استقبال تجاری و هنری مواجه شد. پدرخوانده سه جایزه اسکار برنده شد: بهترین فیلم، بهترین بازیگر مرد و بهترین فیلم‌نامه اقتباسی. پدرخوانده: قسمت دوم (۱۹۷۴) نخستین فیلم دنباله‌ای بود که برندهٔ جایزه اسکار بهترین فیلم شد. این فیلم که بسیار مورد توجه منتقدان قرار گرفت، دو جایزه اسکار دیگر برای کوپولا در رشتهٔ بهترین فیلم‌نامه اقتباسی و بهترین کارگردانی به ارمغان آورد و او را به دومین کارگردان (بعد از بیلی وایلدر) تبدیل کرد که این سه جایزه را برای یک فیلم دریافت کرده‌اند.
بسیاری از خویشاوندان و فرزندان کوپولا به خودی خود به بازیگران و فیلم‌سازان محبوب تبدیل شده‌اند: خواهرش تالیا شایر بازیگر، دخترش سوفیا کارگردان، پسرش رومن فیلم‌نامه‌نویس و برادرزاده‌هایش جیسون شوارتزمن و نیکلاس کیج بازیگر هستند. کوپولا در ناپا، کالیفرنیا زندگی می‌کند و از دههٔ ۲۰۱۰ مشغول به شراب‌فروشی بوده و یک کارخانهٔ شراب‌سازی با برند خانوادگی خودش دارد.

## زندگی
فرانسیس فورد کوپولا در ۷ آوریل ۱۹۳۹ در دیترویت به دنیا آمد، اما کودکی و نوجوانی خود را در نیویورک همراه با خانواده آمریکایی ایتالیایی خود گذراند. پدرش کارمینه کوپولا آهنگ‌ساز و موسیقیدان در ارکستری در شهرشان (دیترویت) فلوت می‌زد و مادرش بازیگر بود. او کودکی سختی را به خاطر فلج اطفال پشت سر گذاشت. او مدرک خود را در ادبیات نمایشی از دانشگاه هوفسترا اخذ نمود و سپس به دانشگاه کالیفرنیا در لوس آنجلس به تحصیل فیلم‌سازی پرداخت. او کار خود را در سینما با دستیاری راجر کورمن شروع کرد و در چند فیلم به عناوین مختلف او را یاری کرد. او ابتدا اولین فیلم‌نامهٔ خود را با نام ۰پیلما. پیلما) نوشت و در سال ۱۹۶۳ اولین فیلم خود را ساخت و در چهار سال بعد از آن مشغول فیلم‌نامه نوشتن شد او توانست در سال ۱۹۶۶ برنده اسکار بهترین فیلم‌نامه اقتباسی شود. در سال ۱۹۶۶ کمپانی مستقل فیلم زئوتروپ را همراه با جورج لوکاس تأسیس کرد. اولین فیلم این کمپانی به کارگردانی جورج لوکاس و تهیه‌کنندگی کوپولا بود. دومین فیلمی که به این صورت تهیه شد توانست در پنج رشته جایزه اسکار نامزد شود که یکی از این نامزدی‌ها جایزه بهترین فیلم بود. او اخیراً بعد از چند سال کار روی نسخه ای 4K و ترمیم شده از فیلم پدرخوانده به مناسبت پنجاهمین سالگرد ساخت این اثر، در مراسم فرش قرمز گرامی داشت پنجاه سالگی پدرخوانده جواب سؤال یکی از خبرنگاران دربارهٔ جوایز سینمایی را این چنین داد: «این روزها مراسم‌های اهدای جوایز بیش از حد افزایش یافته و من زمانی را دوست داشتم که فقط یک اسکار وجود داشت.» همچنین او دربارهٔ درخشش پدرخوانده در جوایز اسکار آن سال گفت: «آن زمان افکار منفی دربارهٔ این فیلم زیاد بود و راستش را بگویم از این موفقیت شگفت زده شدم و واقعاً خوشحال شدم که مردم دوستش داشتند.» همچنین خواهر وی، تالیا شایر که در مراسم حضور داشت، تأیید کرد که برادرش قصد دارد فیلم جدیدش «مگالوپولیس» را با سرمایه‌گذاری شخصی و با بودجه صد و بیست میلیون دلاری بسازد.
همچنین به مناسبت پنجاه سالگی پدرخوانده در سال ۲۰۲۲، به وی در پیاده‌رو مشاهیر خیابان هالیوود، ستاره‌ای به نام فرانسیس فورد کاپولا اهدا کردند.«فرانسیس فورد کاپولا» در اکران آزمایشی تازه‌ترین فیلمش «مگالوپلیس» در سینمای آیمکس یونیورسال سیتی لس‌آنجلس با تشویق ایستاده بیش از ۳۰۰ نفر از جمله خانواده کاپولا، «ال پاچینو»، «راجر کورمن» و «اندی گارسیا» مواجه شد.

## گزیدهٔ فیلم‌شناسی

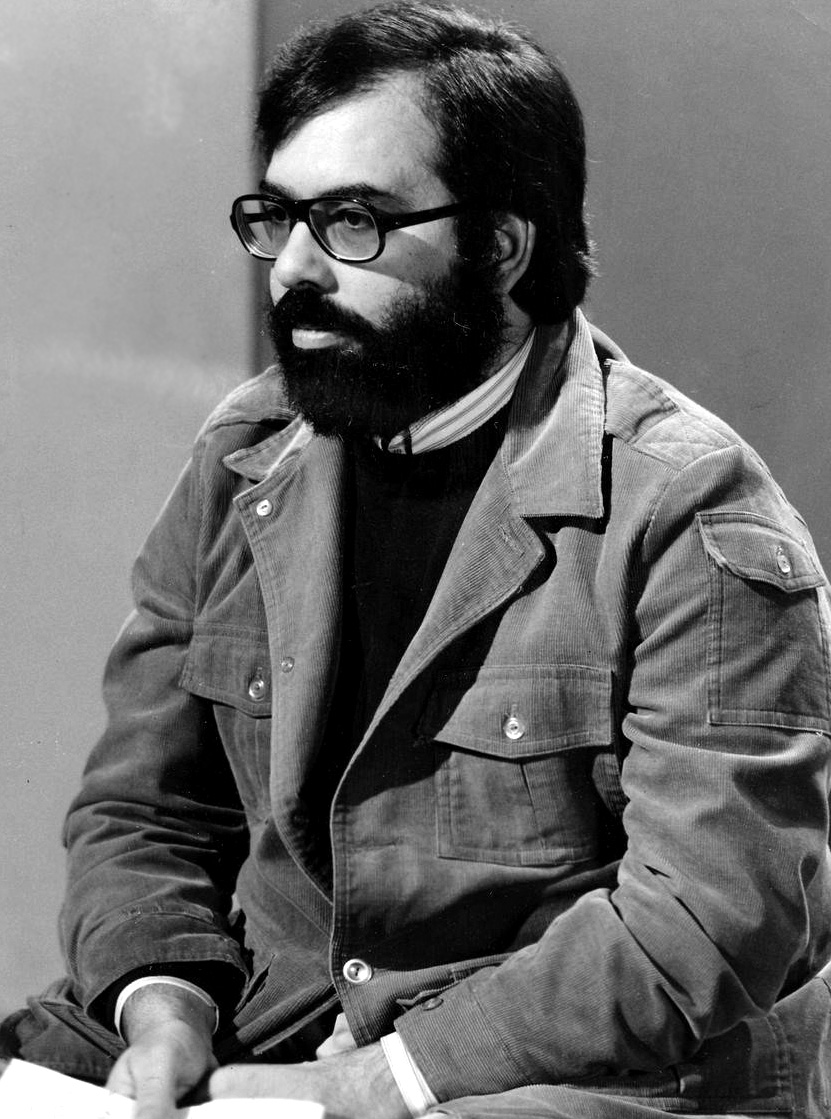
کوپولا در سال ۱۹۷۶

| سال  | عنوان                     | توزیع‌کننده                    |
| ---- | ------------------------- | ----------------------------- |
| ۱۹۶۳ | زوال عقل ۱۳               | آمریکن اینترنشنال پیکچرز      |
| ۱۹۶۶ | حالا تو بچه بزرگی هستی    | برادران وارنر سون آرتس        |
| ۱۹۶۸ | رنگین‌کمان فینیان          | برادران وارنر سون آرتس        |
| ۱۹۶۹ | مردمان باران              | برادران وارنر سون آرتس        |
| ۱۹۷۲ | پدرخوانده                 | پارامونت پیکچرز               |
| ۱۹۷۴ | مکالمه                    | پارامونت پیکچرز               |
| ۱۹۷۴ | پدرخوانده: قسمت دوم       | پارامونت پیکچرز               |
| ۱۹۷۹ | اینک آخرالزمان            | یونایتد آرتیستس               |
| ۱۹۸۲ | یکی از قلب                | کلمبیا پیکچرز                 |
| ۱۹۸۳ | بیگانگان                  | برادران وارنر                 |
| ۱۹۸۳ | ماهی جنگی                 | یونیورسال پیکچرز              |
| ۱۹۸۴ | انجمن پنبه                | اوریون پیکچرز                 |
| ۱۹۸۶ | پگی سو ازدواج کرد         | ترایستار پیکچرز               |
| ۱۹۸۷ | باغ‌های سنگی               | ترایستار پیکچرز               |
| ۱۹۸۸ | تاکر: مردی در رؤیاهای خود | پارامونت پیکچرز               |
| ۱۹۹۰ | پدرخوانده: قسمت سوم       | پارامونت پیکچرز               |
| ۱۹۹۲ | دراکولای برام استوکر      | کلمبیا پیکچرز                 |
| ۱۹۹۶ | جک                        | استودیو سینمایی والت دیزنی    |
| ۱۹۹۷ | دلال بیمه                 | پارامونت پیکچرز               |
| ۲۰۰۷ | جوانی بدون جوانی          | سونی پیکچرز کلاسیکس           |
| ۲۰۰۹ | تترو                      | امریکن زوتروپ                 |
| ۲۰۱۱ | تویکست                    | فاکس قرن بیستم هوم انترتینمنت |
| ۲۰۲۴ | مگالوپلیس                 | لاینزگیت فیلمز                |

## نامزدی‌ها و جوایز

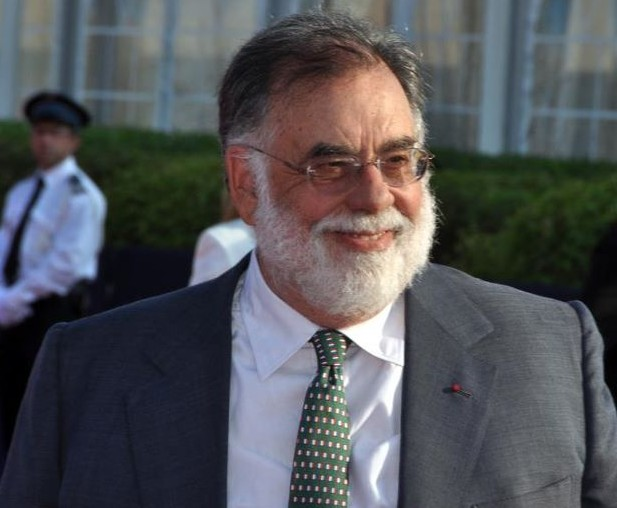
در سال ۲۰۱۱

- ۱۹۶۷ - نامزد نخل طلای جشنواره کن برای فیلم حالا تو بچه بزرگی هستی
- ۱۹۶۹ - برنده صدف زرین از جشنواره فیلم سن‌سباستین برای فیلم مردمان باران
- ۱۹۷۱ - برنده اسکار بهترین فیلم‌نامه غیر اقتباسی برای فیلم پاتن به همراه ادموند اچ. نورث
- ۱۹۷۳ - برنده گلدن گلوب بهترین فیلم‌نامه برای فیلم پدرخوانده
- ۱۹۷۳ - برنده گلدن گلوب بهترین کارگردانی برای فیلم پدرخوانده
- ۱۹۷۳ - برنده گلدن گلوب بهترین فیلم درام برای فیلم پدرخوانده
- ۱۹۷۳ - برنده اسکار بهترین فیلم‌نامه اقتباسی برای فیلم پدرخوانده به همراه ماریو پوزو
- ۱۹۷۳ - نامزد اسکار بهترین کارگردانی برای فیلم پدرخوانده
- ۱۹۷۴ - برنده گلدن گلوب بهترین فیلم موزیکال یا کمدی برای فیلم گرافیتی آمریکایی
- ۱۹۷۴ - نامزد اسکار بهترین فیلم برای فیلم گرافیتی آمریکایی به همراه گری کورتز
- ۱۹۷۴ - برنده نخل طلای جشنواره کن برای فیلم مکالمه
- ۱۹۷۵ - نامزد گلدن گلوب بهترین فیلم‌نامه برای فیلم پدرخوانده: قسمت دوم
- ۱۹۷۵ - نامزد گلدن گلوب بهترین فیلم درام برای فیلم پدرخوانده: قسمت دوم
- ۱۹۷۵ - نامزد گلدن گلوب بهترین فیلم‌نامه برای فیلم مکالمه
- ۱۹۷۵ - نامزد گلدن گلوب بهترین کارگردانی برای فیلم مکالمه
- ۱۹۷۵ - نامزد گلدن گلوب بهترین کارگردانی برای فیلم پدرخوانده: قسمت دوم
- ۱۹۷۵ - نامزد گلدن گلوب بهترین فیلم درام برای فیلم مکالمه
- ۱۹۷۵ - نامزد بفتا بهترین کارگردانی برای فیلم مکالمه
- ۱۹۷۵ - نامزد بفتا بهترین فیلم‌نامه برای فیلم مکالمه
- ۱۹۷۵ - برنده اسکار بهترین کارگردانی برای فیلم پدرخوانده: قسمت دوم
- ۱۹۷۵ - برنده اسکار بهترین فیلم برای فیلم پدرخوانده: قسمت دوم به همراه گری فدریکسون و فرد روس
- ۱۹۷۵ - برنده اسکار بهترین فیلم‌نامه اقتباسی برای فیلم پدرخوانده: قسمت دوم به همراه ماریو پوزو
- ۱۹۷۵ - نامزد اسکار بهترین فیلم برای فیلم مکالمه
- ۱۹۷۵ - نامزد اسکار بهترین فیلم‌نامه غیر اقتباسی برای فیلم مکالمه
- ۱۹۷۹ - برنده جایزه فیپرشی جشنواره کن برای فیلم اینک آخرالزمان
- ۱۹۷۹ - برنده نخل طلای جشنواره کن برای فیلم اینک آخرالزمان
- ۱۹۸۰ - برنده گلدن گلوب بهترین موسیقی اصلی برای فیلم اینک آخرالزمان
- ۱۹۸۰ - برنده گلدن گلوب بهترین کارگردانی برای فیلم اینک آخرالزمان
- ۱۹۸۰ - نامزد گلدن گلوب بهترین فیلم درام برای فیلم اینک آخرالزمان
- ۱۹۸۰ - نامزد بفتا بهترین موسیقی برای اینک آخرالزمان
- ۱۹۸۰ - برنده بفتا بهترین کارگردانی برای فیلم اینک آخرالزمان
- ۱۹۸۰ - نامزد اسکار بهترین کارگردانی برای فیلم اینک آخرالزمان
- ۱۹۸۰ - نامزد اسکار بهترین فیلم برای فیلم اینک آخرالزمان به همراه فرد روس، گری فدریکسون و تام استرنبرگ
- ۱۹۸۰ - نامزد اسکار بهترین فیلم‌نامه اقتباسی برای فیلم اینک آخرالزمان به همراه جان میلوش
- ۱۹۸۵ - نامزد گلدن گلوب بهترین کارگردانی برای فیلم انجمن پنبه
- ۱۹۹۱ - نامزد گلدن گلوب بهترین فیلم‌نامه برای فیلم پدرخوانده: قسمت سوم
- ۱۹۹۱ - نامزد گلدن گلوب بهترین کارگردانی برای فیلم پدرخوانده: قسمت سوم
- ۱۹۹۱ - نامزد گلدن گلوب بهترین فیلم درام برای فیلم پدرخوانده: قسمت سوم
- ۱۹۹۱ - نامزد اسکار بهترین کارگردانی برای فیلم پدرخوانده: قسمت سوم
- ۱۹۹۱ - نامزد اسکار بهترین فیلم برای فیلم پدرخوانده: قسمت سوم
- ۲۰۱۰ - برنده جایزه اسکار یادبود ایروینگ جی. تالبرگ

## فیلم‌های مورد علاقه فرانسیس فورد کوپولا
کوپولا در سال ۲۰۱۲ در نظرسنجی نشریه بریتانیایی سایت اند ساوند ۱۰ فیلم برتر عمر خود را انتخاب کرد.
- آپارتمان (ایالات متحده، ۱۹۶۰)
- خاکستر و الماس (لهستان، ۱۹۵۸)
- آدم بد راحت می‌خوابد (ژاپن، ۱۹۶۰)
- بهترین سال‌های زندگی ما (ایالات متحده، ۱۹۴۶)
- ولگردها (ایتالیا، ۱۹۵۳)
- سلطان کمدی (ایالات متحده، ۱۹۸۳)
- گاو خشمگین (ایالات متحده، ۱۹۸۰)
- آواز در باران (ایالات متحده، ۱۹۵۲)
- طلوع: آواز دو انسان (ایالات متحده، ۱۹۲۷)
- یوجیمبو (ژاپن، ۱۹۶۱)